# Kokichi Mikimoto
Kōkichi Mikimoto (japonès: 御木本 幸吉, Mikimoto Kōkichi) (25 de gener de 1858 – 21 de setembre de 1954) va ser un empresari japonès que va adoptar la tècnica Mise/Nishikawa per a la producció de perles cultivades.

## Biografia
El seu pare tenia una botiga de pasta alimentària udon a Toba a la província de Shima actualment Prefectura de Mie. Mikimoto deixà l'escola als 13 anys i ajudà en la botiga del seu pare al mateix temps que el fascinà la pesca de les perles. El 1888 tingué la seva primera granja de perles d'ostres a la badia Ago. L'11 de juliol de 1893 aconseguí criar perles cultivades hemisfèriques i el 1897 començà a exportar-les però trigà 12 anys més a aconseguir-les amb una forma completament esfèrica que no es podien distingir de les perles espontànies i no van estar disponibles de forma comercialment viable fins a la dècada de 1920.

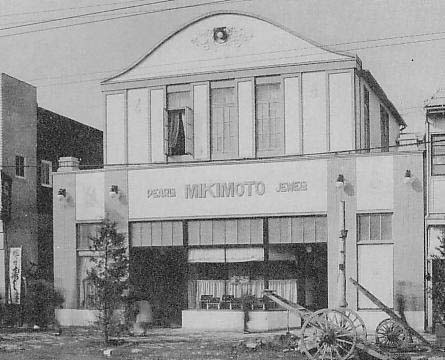
Edifici Mikimoto a Tokyo abans de la segona Guerra Mundial

Mikimoto no sabia que a Austràlia el biòleg Tokishi Nishikawa i el fuster, Tatsuhei Mise, havien obtingut el secret de la producció de perles cultivades hemiesfèriques del biòleg William Saville-Kent -- inserint una peça de la membrana epitelial d'una ostra amb un nucli de la closca o de metall dins del mant d'una ostra provoca la formació d'una perla amb producció de nacre. El mètode es va anomenar "Mètode Mise-Nishikawa".
La nova tecnologia va permetre una gran expansió del cultiu de perles al Japó i cap a 1935 hi havia 350 granges de perles amb una producció anual de 10 milions de perles cultivades.
Morí el 21 de setembre de 1954, als 96 anys, havent rebut poc abans l'Orde del Mèrit del govern japonès.